# ボワ＝ド＝セネ
ボワ＝ド＝セネ （フランス語: Bois-de-Céné）は、フランス、ペイ・ド・ラ・ロワール地域圏、ヴァンデ県のコミューン。

## 地理
町は異なる環境で構成されている。西側はマレ・ブルトン地方の一部である沼地、東側はボカージュの風景が広がる農地である。町はロワール＝アトランティック県と接している。

## 歴史
1000年前のボワ＝ド＝セネは海に面していた。修道士たちはブルニューフ湾に浮かぶショーヴェ島に修道院を創設した。島は徐々に島ではなくなっていった。
1120年代、ベルナール・ド・マシュクールとピエール・ド・ラ・ガルナシュとの間で交渉が行われた。ブルターニュとポワトゥーの境界にある、アシス・ド・ボワ・ド・セネ（Assises de Bois-de-Céné）の名で知られるこの小さな教区の処遇についてであった。交渉で、ブルターニュとポワトゥー間にまたがる辺境のコミューンの領主権、予防機関、権限と中立性の基礎が置かれることになった。
アンシャン・レジーム時代、ボワ＝ド＝セネは辺境のコミューンとしての地位を謳歌した。宗教上はポワトゥーのリュソン司教区に属していたが、司祭の処遇はブルターニュの管轄に依存していたのである。
ボワ＝ド＝セネの住民たちは最近まで、ポワトヴァン語のマレサン方言を話していた。

## 人口統計
| 1962年 | 1968年 | 1975年 | 1982年 | 1990年 | 1999年 | 2008年 | 2013年 |
| ------ | ------ | ------ | ------ | ------ | ------ | ------ | ------ |
| 1377   | 1301   | 1214   | 1251   | 1232   | 1263   | 1535   | 1903   |

参照元:1962年から1999年までは複数コミューンに住所登録をする者の重複分を除いたもの。それ以降は当該コミューンの人口統計によるもの。1999年までEHESS/Cassini、2004年以降INSEE

## 史跡

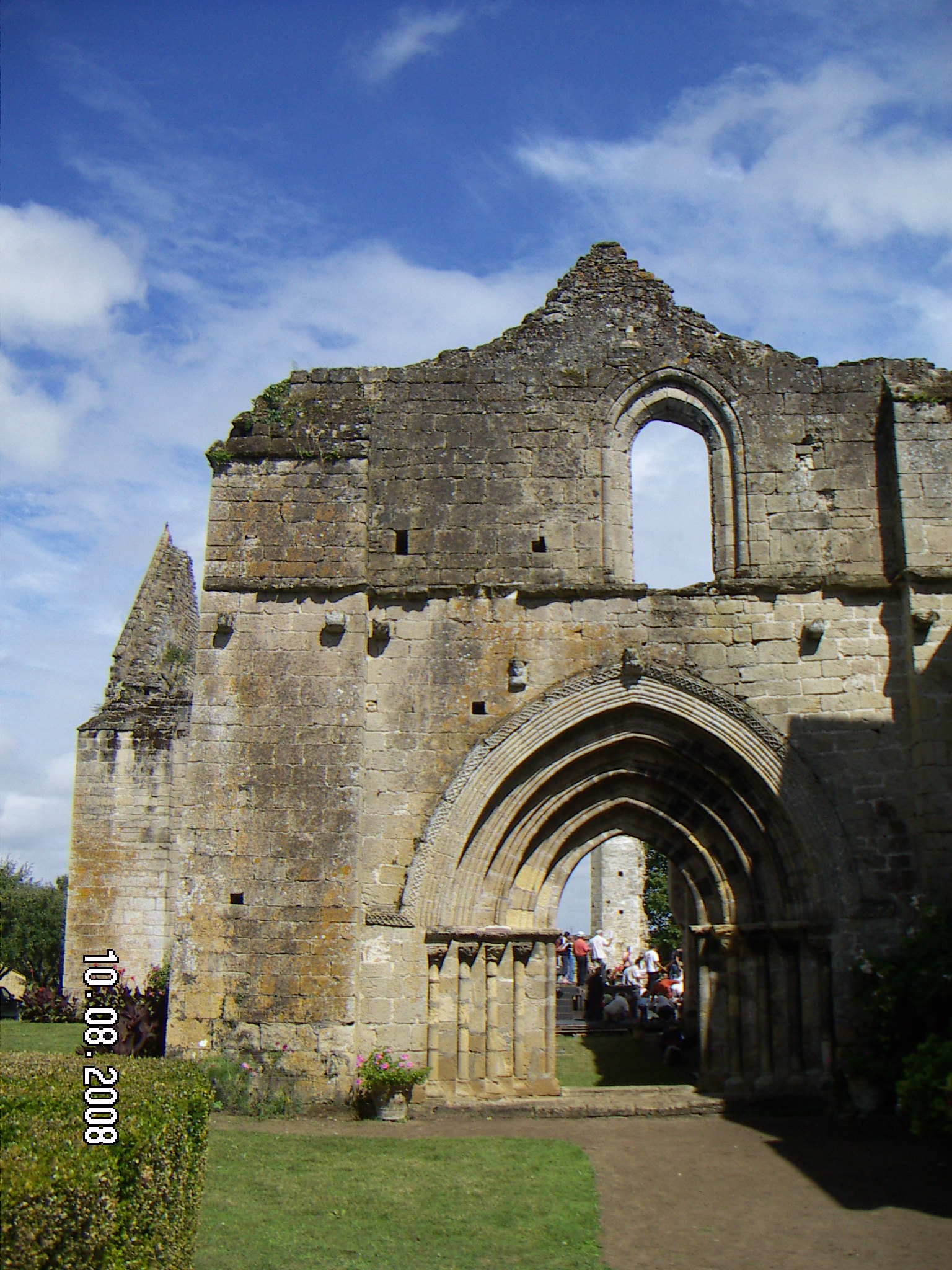
リル・ショーヴェ修道院
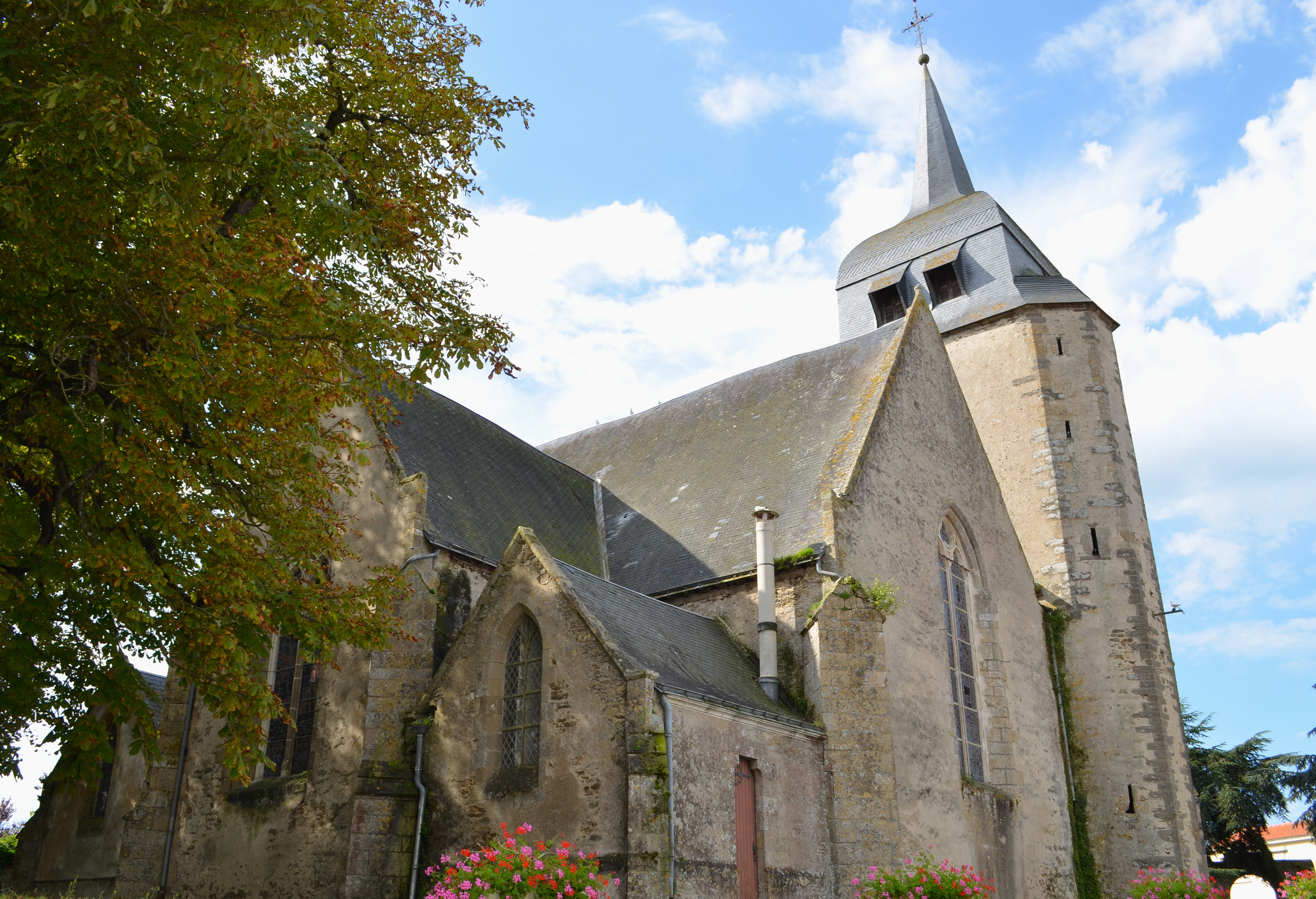
教会
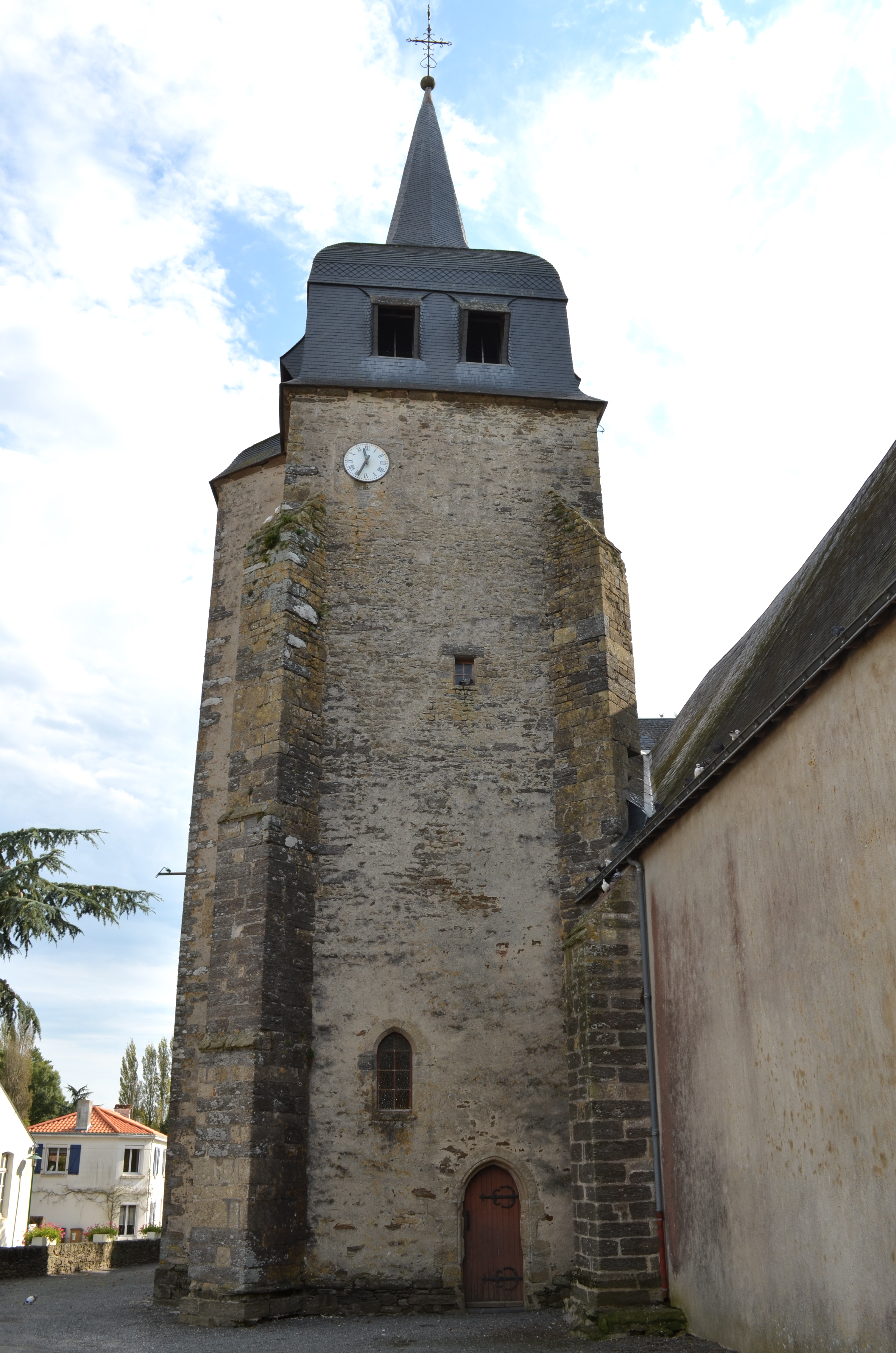
鐘楼
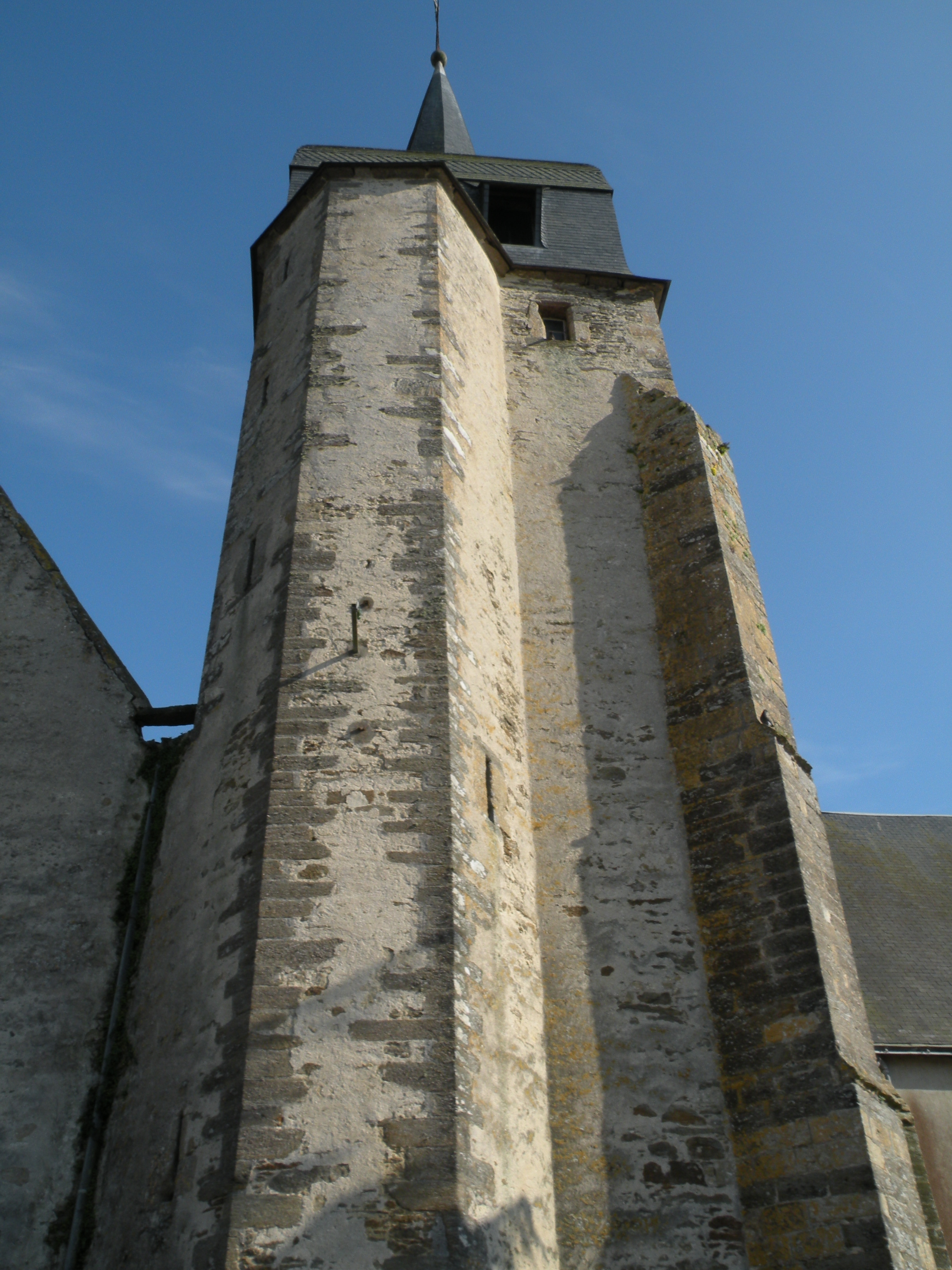
鐘楼
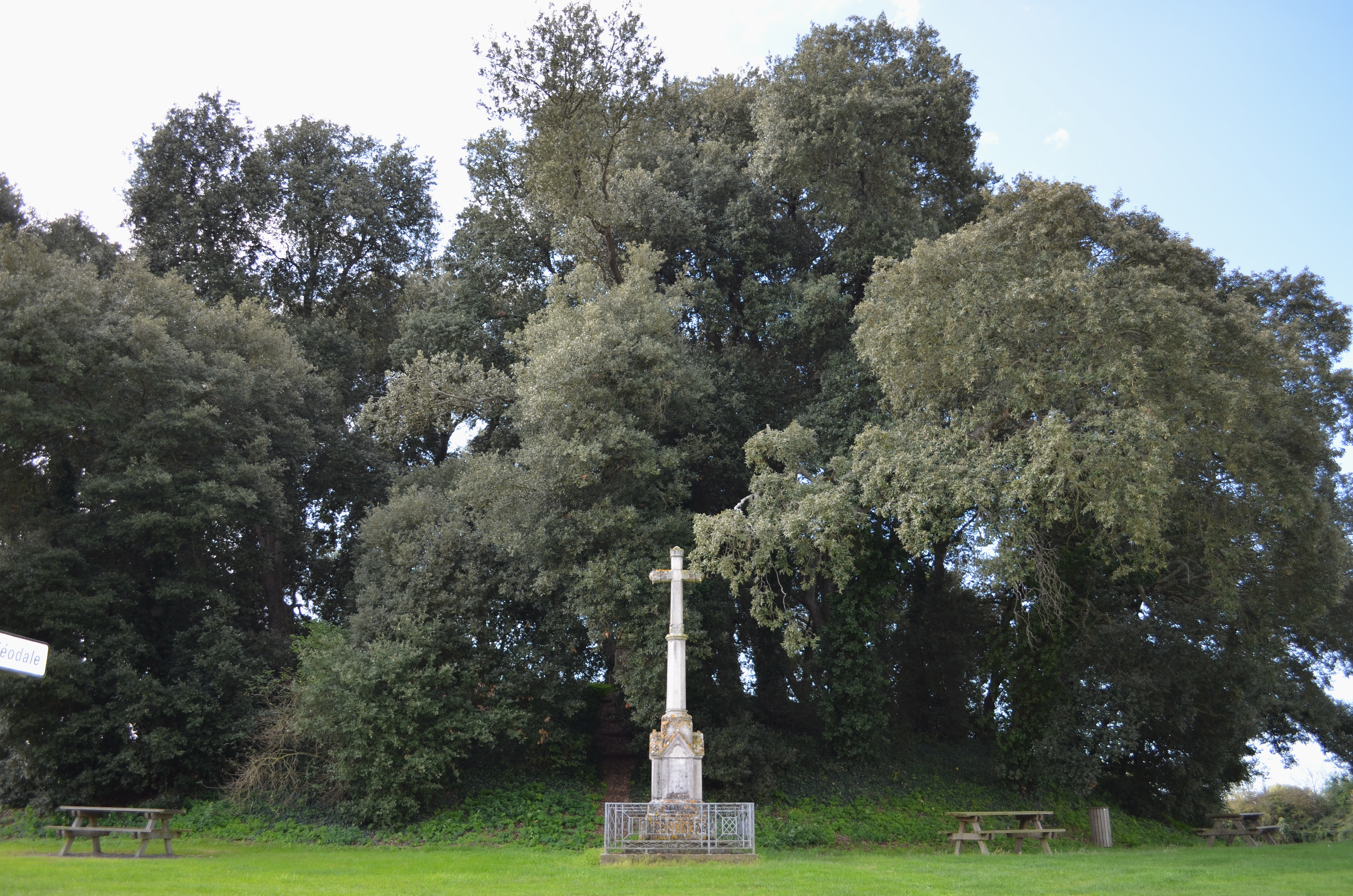
モット・アンド・ベーリー
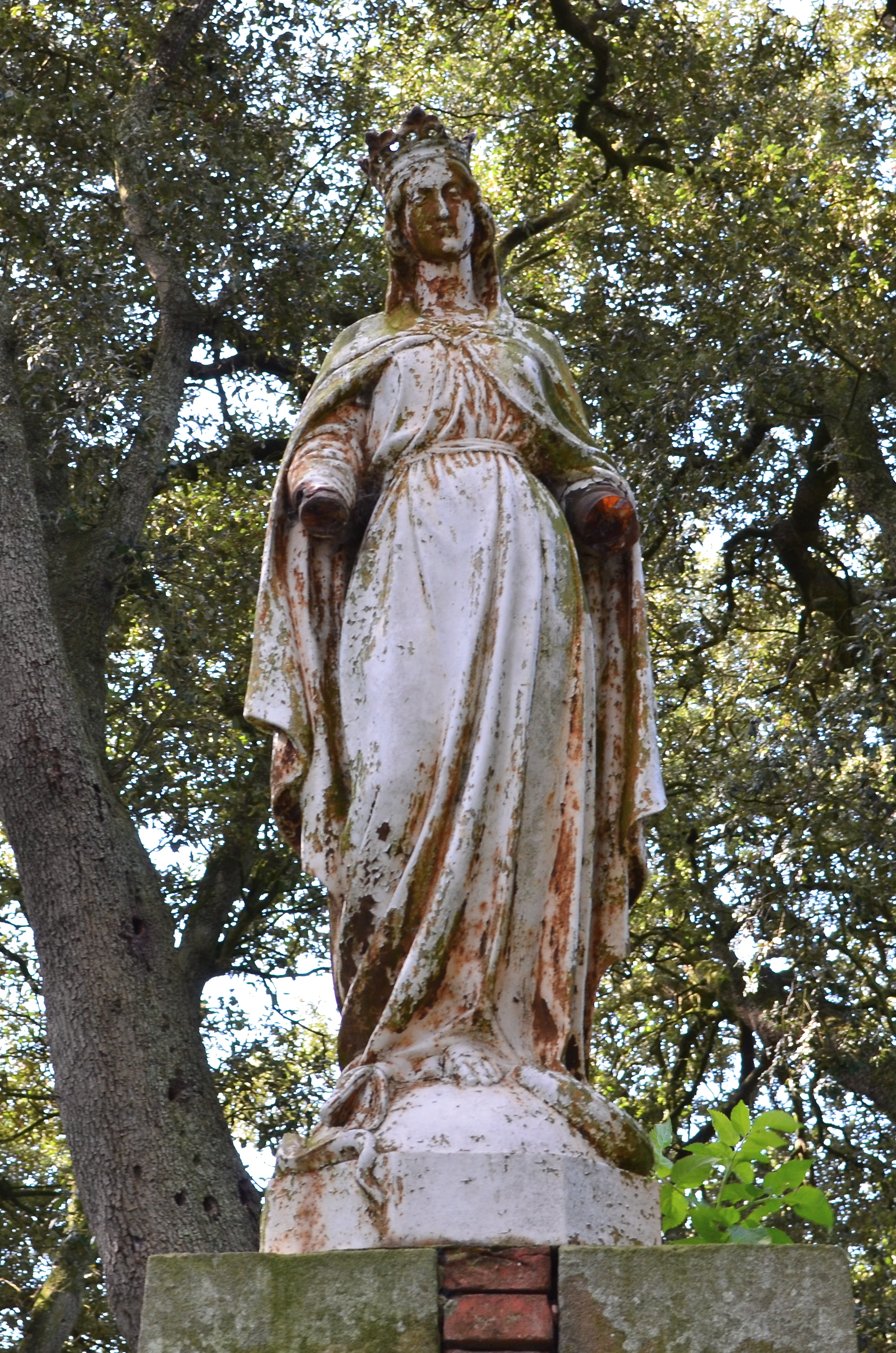
モットの頂上にある聖母像